# Protosphargis veronensis
Protosphargis veronensis — единственный вид вымершего рода Protosphargis из семейства кожистых черепах (Dermochelyidae). Он назван в честь итальянского города Верона, где был впервые обнаружен. Жил около 70—80 миллионов лет назад, в меловом периоде. Обитал на территории современной Европы, Северной Африки и Ближнего Востока.

## Описание
Общая длина панциря достигала 2,5—3 м. Наблюдался половой диморфизм: самки были крупнее самцов. Голова была большая, с мощным клювом. Их панцирь не имел роговых щитков и состоял из толстой кожи. Туловище было довольно обтекаемым. Конечности ластоподобные, передние были намного больше задних.

## Образ жизни
Большую часть жизни проводили в воде. Выходили на берег только чтобы отложить яйца. Прекрасно плавали. Питались рыбой, медузами, водными беспозвоночными, морскими рептилиями.
Самка откладывала яйца на берегу моря, зарывая их в песок.